# Club de Golf Las Pinaillas
El Club de Golf Las Pinaillas es un club y campo de golf situado al norte de la ciudad española de Albacete. Fue inaugurado en 2002 por el presidente de Castilla-La Mancha, José Bono.

## Características
El campo de golf tiene un recorrido de 18 hoyos par 72. Cuenta con una zona de prácticas con putting-green, búnker de tierra y un green de prácticas, así como cinco zonas de lagos.
Fue diseñado por el legendario golfista Severiano Ballesteros. Alberga otras instalaciones deportivas, como tres pistas de tenis, dos pistas de pádel, dos piscinas y un campo de fútbol de hierba natural. Cuenta asimismo con una escuela infantil de golf.
Está situado en un entorno medioambiental único como es el bosque autóctono de la ribera del Júcar, con vegetación típicamente mediterránea. Su elevado grado de conservación lo convierten en uno de los mejores campos de golf de España.
En 2009 contaba con 2600 jugadores de golf. Tiene un presupuesto anual de 2 millones de euros. La emblemática Casa Club, en armonía con la naturaleza, dispone de tienda de golf. Otras instalaciones son la cafetería, el restaurante o el salón de celebraciones.

## Torneos nacionales e internacionales
En 2021 albergó el Torneo Alps de las Castillas del circuito profesional Alps Tour, siendo uno de los dos que se celebraron en territorio español junto con el Alps de Andalucía en Málaga, y el Campeonato de España de Federaciones Autonómicas Absoluto Masculino.